# Doston Yoqubov
Doston Yoqubov –también escrito como Doston Yokubov– (5 de abril de 1995) es un deportista uzbeko que compite en halterofilia. Ganó una medalla de oro en el Campeonato Mundial de Halterofilia de 2021, en la categoría de 67 kg.

## Palmarés internacional
| Campeonato Mundial | Campeonato Mundial   | Campeonato Mundial | Campeonato Mundial |
| Año                | Lugar                | Medalla            | Categoría          |
| ------------------ | -------------------- | ------------------ | ------------------ |
| 2021               | Taskent (Uzbekistán) | Medalla de oro     | 67 kg              |